# Attention flottante (psychanalyse)
L'attention flottante (die frei/gleichschwebende Aufmerksamkeit) de « l'analyste » est une  règle de la cure psychanalytique qui est le pendant de l'autre et première règle de l'association libre, destinée à « l'analysant » ou patient. 

## Traduction
Le terme en allemand est die frei/gleichschwebende Aufmerksamkeit soit, littéralement traduit, « l'attention en libre [ou /égal] suspens » (selon Jean Laplanche et François Robert ). En anglais on observe plusieurs traductions, notamment « free-floating attention », « evenly hovering attention », et surtout « evenly suspended attention ».

## Règle psychanalytique
Cette règle s'oppose à l'idée d'une « attention dirigée ou focalisée » privilégiant par exemple l'écoute de l'anamnèse, du récit sur les symptômes, etc. C'est aussi une des raisons qui fait que Freud et ses successeurs déconseillent la prise de notes pendant la séance.

## Freud
Elle constitue selon Freud la seconde règle constitutive de la technique psychanalytique côté « analyste », répondant à celle de la libre association des idées côté « analysant » ou patient .
Dans une sorte de paradoxe dynamique, il s'agit pour le psychanalyste de ne pas porter son attention de manière volontaire sur l'un des aspects ou l'autre des associations d'idées du patient, pour garder une capacité libre de toute intention dirigée. Un détail peut ainsi être relevé et apparaître comme l'élément le plus déterminant du rêve, des associations ou de la séance.
Le modèle de l'association flottante a été théorisé par Sigmund Freud à partir de sa méthode d'interprétation des rêves . Le but est ainsi de déceler sous le contenu manifeste — discours rationnel, intellectualisé, etc. bref défensif… — ce qui relève du discours latent sur lequel portent les interprétations énoncées. Freud revient sur le sujet en 1923, il écrit : « Le médecin analysant s'abandonne, dans un état d'attention uniformément flottante, à sa propre activité mentale inconsciente, évite le plus possible de réfléchir et d'élaborer des attentes conscientes, ne veut, de ce qu'il a entendu, rien fixer en particulier dans sa mémoire et capte de la sorte l'inconscient du patient avec son propre inconscient. »
Theodor Reik envisage que l'attention flottante consiste à écouter avec la « troisième oreille ».

## Wilfred Bion
Wilfred Bion estimait que l'analyste devait fonctionner « sans mémoire, sans désir et sans connaissance », dans la mesure où ceux-ci dérangent le travail immédiat de la séance et les interprétations qui, pour être efficientes, ne doivent pas être trop « secondarisées ». 
Ce qui ne veut pas dire que le psychanalyste ne s'intéresse pas au bien-être de l'analysant mais qu'il considère que l'aide la plus efficace qu'il peut lui apporter, est dans le cadre strict de la cure psychanalytique: plus l'analysant souffre plus il a besoin qu'on l'aide à donner du sens à ce qu'il vit et c'est, selon la plupart des analystes se réclamant de Freud ou de Klein, ce qui peut le guérir.